# Листвин (Ровненская область)
Листвин (укр. Листвин) — село в Мирогощанской сельской общине Дубенского района Ровненской области Украины.
Население по переписи 2001 года составляло 574 человека. Почтовый индекс — 35630. Телефонный код — 3656. Код КОАТУУ — 5621682605.